# José Santos de la Hera y de la Puente
José Santos de la Hera y de la Puente   (Sestao, 1 de novembre de 1792 - Madrid, 22 de gener de 1859) va ser un militar espanyol de llarga actuació a l'Exèrcit Reial del Perú i posteriorment combatent distingit en la Primera Guerra Carlina pel mèrit de la qual va ser nomenat comte de Valmaseda.

## Biografia
Va néixer en 1792 a Sestao, a 10 km de Bilbao, en una família de classe acomodada. Van ser els seus pares Ramón de la Hera i Francisca de la Puente. Va realitzar els seus primers estudis al col·legi de Bergara. Als 17 anys els seus pares el van enviar a Buenos Aires (en el Virregnat del Riu de la Plata), on el seu germà gran ―el coronel Felipe de la Hera― servia en l'Exèrcit Reial del Perú. Es va incorporar com a cadet en el regiment d'infanteria de Buenos Aires (més tard anomenat regiment Ferran VII). Poc després d'arribar a Buenos Aires va esclatar la revolució del 25 de Maig, la qual cosa va conduir al virreyi del Perú, José Fernando de Abascal, a prendre mesures immediates per contenir l'avanç independentista, els primers brots del qual havien estat sufocats l'any anterior (1809) a les províncies de La Paz i Charcas.

### En l'Exèrcit Reial del Perú
El llavors cadet De la Hera va rebre el seu bateig de foc amb les primeres campanyes que el general José Manuel de Goyeneche va dirigir a l'Alt Perú, la primera de les quals va culminar amb la decisiva batalla de Huaqui. Seguidament va participar en la «pacificació» de les províncies compreses entre el riu Desaguadero i el riu Suipacha, al sud de Potosí. Va prendre part de vuit accions militars, inclòs l'atac i la presa de la ciutat de Cochabamba en 1812.
El setembre del 1812 va formar part de la divisió realista manada pel general Pío Tristán, que va ser derrotada en les batalles de Tucumán i Salta. Amb altres «juramentados» que van voler continuar al servei del rei, el seu germà ―el coronel Felipe de la Hera― va organitzar el batalló Partidaris que es va incorporar a l'exèrcit del nou general en cap de l'Alt Perú, el mariscal de camp Joaquín de la Pezuela.
Va combatre amb distinció en la sagnant batalla de Vilcapugio, en la qual va tenir la desgràcia de veure caure mort al seu germà Felipe mentre conduïa el batalló que manava.
Poc després combatria novament en la batalla d'Ayohúma, per la qual l'exèrcit realista va expulsar els independentistes fins a les províncies de Salta i Jujuy. En 1814 era comandant del batalló Partidaris, i com tal va participar en l'ofensiva empresa per distreure a les forces de Buenos Aires que operaven sobre l'estratègica ciutat de Montevideo. No obstant això aquesta campanya culminaria amb l'arribada de les notícies que confirmaven la caiguda de la plaça en poder dels independentistes.
En 1815, després de la batalla de Viluma i en atenció als seus mèrits, el comandant José Santos de la Hera va ser ascendit a coronel efectiu amb tan sol 23 anys però 5 d'ininterromput servei en campanya i l'experiència d'innombrables fets d'armes.
En 1816 va fer les campanyes sota el comandament del general José de la Serna fins a la caiguda en mans realistes de la ciutat de Salta el 15 d'abril de 1817. Al juny d'aquest mateix any i al comandament del seu batalló va derrotar en Sopachuy a l'última columna de l'exèrcit de Buenos Aires que va intentar penetrar en l'Alt Perú. Romandria en aquesta regió fins a 1820 sostenint diversos combats contra les guerrilles locals fins que la invasió de l'exèrcit alliberador del general José de San Martín a les costes de Lima (capital del virregnat) va obligar el virrei Pezuela a mobilitzar els cossos desplegats del Alt al Baix Perú.
En 1820 fou nomenat la vila de Puno (prop de Cuzco) sotsinspector general de les tropes d'infanteria i cavalleria pertanyents a l'exèrcit de l'Alt Perú, per la qual cosa no va tenir una participació directa en el pronunciament d'Aznapuquio, que va deposar el virrei Pezuela. Per aquest temps va esdevenir l'expedició de Lord Cochrane (militar britànic al servei de Buenos Aires) al sud peruà, el coronel De la Hera va ser l'encarregat de mobilitzar de dirigir des d'Arequipa a les tropes al seu comandament per enfrontar als independents que desembarcant en el port d'Arica havien ocupat Tacna seguidament, no obstant això va ser vençut pel tinent coronel Guillermo Miller en el combat de Mirave (22 de maig de 1821) pel que va haver de retirar-se a l'espera de nous reforços però la celebració de l'armistici de Punchauca i la posterior inactivitat i retirada de Miller i Cochrane li van permetre recuperar els territoris ocupats al juliol de 1821.
Amb motiu de la sol·licitud de retir del general Juan Ramírez Orozco al començament de 1822 el ja brigadier De La Hera va quedar interinament al comandament militar d'Arequipa.
Durant la segona campanya a intermedis que el general independentista Andrés de Santa Cruz va comandar sobre el sud peruà i l'Alt Perú al maig de 1823, el brigadier De La Hera va ser nomenat sotscap d'Estat Major i com tal va assistir a les diverses accions de la campanya distingint-se en la presa del pont de l'Inca sobre el riu Desaguadero (prop del llac Titicaca), que va permetre el pas del gruix de l'exèrcit espanyol i la total persecució i derrota de les forces independents.
Per aquesta reeixida campanya, el virrei La Serna va ser nomenat «comte dels Andes». D'aleshores ençà al brigadier De La Hera li seria encomanada la labor de destruir les guerrilles romanents que operaven als pobles i boscos a la dreta del riu Ayopaya. Pels seus èxits va ser ascendit a general. Finalment va ser nomenat governador de Potosí. Quan l'exèrcit reialista es preparava per llançar una ofensiva definitiva sobre els territoris declarats independents va esclatar la revolta del general absolutista Pedro Antonio Olañeta que va insurreccionar l'Exèrcit de l'Alt Perú contra l'autoritat del virrei La Serna. A causa que el general De La Hera es va mantenir lleial a l'autoritat virreinal negant-se a doblegar-se a Olañeta, aquest el va atacar en Potosí. El general De La Hera va atrinxerar les dues companyies al seu comandament a la Casa de la Moneda, però no va poder impedir que Olañeta s'apropiés de la resta de la província. Davant aquesta situació, el virrei La Serna va encarregar al general Gerónimo Valdés, comandant en cap de l'Exèrcit del Sud, la submissió d'Olañeta per mitjà de les armes. Durant aquesta campanya, el general De La Hera es va trobar a la Quebrada, Escoipe i Cotagaitilla després dels quals Valdés va quedar en situació avantatjosa enfront d'Olañeta, però les notícies de la derrota de Junín i les ordres del virrei d'abandonar la campanya i tornar al Baix Perú van fer que Olañeta quedés amo de l'Alt Perú. El general De La Hera no tindria oportunitat de prendre part en la decisiva batalla d'Ayacucho, això a causa que es trobava a l'hospital d'Arequipa restablint-se de dues ferides sofertes en la campanya contra Olañeta.

### Servei a les illes Filipines
Després de la capitulació d'Ayacucho i la pèrdua definitiva del Perú, el virrei La Serna li va ordenar que passés a servir a les illes Filipines ―en poder de l'Imperi espanyol― com a sotsinspector general de les tropes d'infanteria i cavalleria. Es va embarcar a Quilca el gener de 1825.
Complerta la seva comissió a l'arxipèlag i davant l'agreujament de la seva salut encara convalescent va obtenir del capità general Martínez el corresponent passaport per tornar a Espanya, on va tornar després de 25 anys de servei a Amèrica i Oceania, i després d'haver donat la volta al món fent la ruta d'Àsia i la del cap de Bona Esperança, al sud d'Àfrica.

### Tornada a Espanya
Pel seu comportament durant la guerra Carlista li va ser conferit el títol de comte de Valmaseda i el grau de tinent general el 21 de maig de 1835. Fou Capità general de les Illes Balears de 1839 a 1840. Va ser també senador per les províncies de Toledo i Biscaia. Va morir a Madrid el 22 de gener de 1859.